# Csillagvitéz
A Csillagvitéz 1987-ben bemutatott magyar televíziós zenés bábfilm, amelyet a Magyar Televízió készített. A forgatókönyvet Sütő András írta, a bábfilmet Cselényi László rendezte, a zenéjét Orbán György szerezte. 
Magyarországon 1987. június 16-án vetítették le a televízióban.

## Cselekmény
Csillagvitéz találkozik a földön járó Jóistennel és Szent Péterrel. Semmije sincs, de kulacsából megkínálja őket egy kis itókával. Hálából azt kéri, hogy azt parancsolhassa belé a zsákjába, amit és akit akar. A Jóisten teljesíti kérését, s ennek segítségével Csillagvitéz igazságot tud szolgáltatni a szegényeknek, s szerelme, Kancsócska kezét is elnyeri.

## Alkotók
- Írta: Sütő András
- Rendezte: Cselényi László
- Dramaturg: Békés József
- Zenéjét szerezte: Orbán György
- Báb- és díszlettervező: Lévai Sándor
- Operatőr: Kaplony Miklós
- Kameraman: Kalmár András, Kecskeméti Anikó, Király Sándor
- Vágó: Zelelcsuk György
- Hangmérnök: Kertes Ferenc
- Fővilágosító: Schmidt István
- Építész: Pugris Sándor
- Kellékes: Szabó Zsuzsa
- Műszaki vezető: Koós György
- Műszaki ellenőr: Mónus Lajos
- Munkatársak: Aprics László, Baroch László, Budai Attila, Fleiner Gábor, Kupcsik Gyula, Zöld Zsófia
- Rendezőasszisztens: Sebestyén Sándor
- Felvételvezető: Péterhegyi László
- Gyártásvezető: Koncsik László

Készítette a Magyar Televízió

### Szereplők
| Szereplő             | Bábszínész        | Magyar hang    |
| -------------------- | ----------------- | -------------- |
| Csillagvitéz         | Czipott Gábor     | Papp János     |
| Hékás                | Kilin Ildikó      | Téri Sándor    |
| Kancsócska           | Simándi Ildikó    | Jani Ildikó    |
| Jóisten              | Gruber Hugó       | Gruber Hugó    |
| Szent Péter          | Dörögdy Miklós    | Dörögdy Miklós |
| Uraság / Szkáráoszki | Gyurkó Henrik     | Buss Gyula     |
| Kasznár              | Kiss Sándor       | Suka Sándor    |
| Pap                  | Giovannini Kornél | Kaló Flórián   |
| Halál                | Bánd Anna         | Bánd Anna      |
| Angyalka             | Farkas Éva        | Farkas Éva     |
| 1. Ördöglány         | Farkas Éva        | Farkas Éva     |
| 2. Ördöglány         | Tarbay Júlia      | Tarbay Júlia   |
| Lány                 | Vadnay Tünde      | Vadnay Tünde   |
| Ministráns           | Kovács Árpád      | Kovács Árpád   |
| Ördög                | Holló János       | Holló János    |
| Ördögzenész          | Doboki László     | Doboki László  |
| Gyermek              | Szilágyi Mária    | Szilágyi Mária |

További szereplők: Kaszás László, Rózsa Mária, Zoltán Annamária

## Érdekességek
- Ráutalás: A pokolban levő fából faragott ördögfej eredetileg a Süsü, a sárkány című bábfilmsorozat Süsü, a pesztra című epizódjában Torzonborz királynak és hadseregének faltörő kosa volt.